# 1626

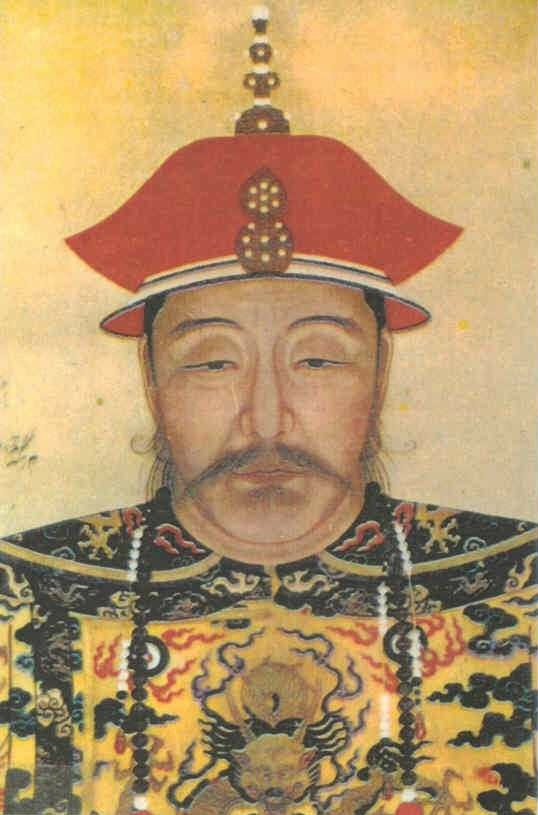
Nurhaci, de eerste Qing keizer

Het jaar 1626 is het 26e jaar in de 17e eeuw volgens de christelijke jaartelling.

## Gebeurtenissen
februari
- februari - De Wijdewormer valt droog. Het Wormermeer is drooggemalen in opdracht van Purmerend, Monnickendam en een aantal particulieren.

maart
- 18 - In Groningen wordt de beestenmarkt op de Ossenmarkt gevestigd.

april
- 13 - Er breken relletjes uit in Amsterdam, nadat een ultraorthodoxe dominee, Smout, zijn aanhangers heeft opgeroepen de gebedsdienst van de remonstranten te verstoren.

mei
- 6 - Pierre Minuit ruilt het eiland Manhattan van de Manhattes indianen voor een aantal prullaria en sticht er Nieuw-Amsterdam.
- 13 - Oprichting van het polderschap Oudendijk bij Woubrugge.

juni
- 2 - Michael Ophovius wordt benoemd tot bisschop van Den Bosch.
- 22 - De apotheker Henricus Munting koopt in Groningen een lapje grond van 100 roeden en begint met de aanleg van een botanische tuin.

juli
- 22 - De Friese stadhouder Ernst Casimir van Nassau-Dietz herovert voor de Republiek der Zeven Verenigde Nederlanden de stad van Oldenzaal.

augustus
- 1 - De 119 kavels waarin de Wijdewormer is verdeeld, worden verloot. Onder toezicht van de notabelen trekt landmeter Jan Jansz. Backer de loten uit twee aarden kannen.

september
- 21 Begin aanleg van de Fossa Eugeniana, een Rijn-Maas-Scheldeverbinding die de haven van Antwerpen weer tot bloei moet brengen.

november
- 18 - De Sint-Pietersbasiliek in Rome wordt ingewijd.

## Muziek
De liedbundel Nederlandtsche Gedenckclanck wordt uitgegeven door de erfgenamen van Adriaen Valerius. 

## Beeldende kunst

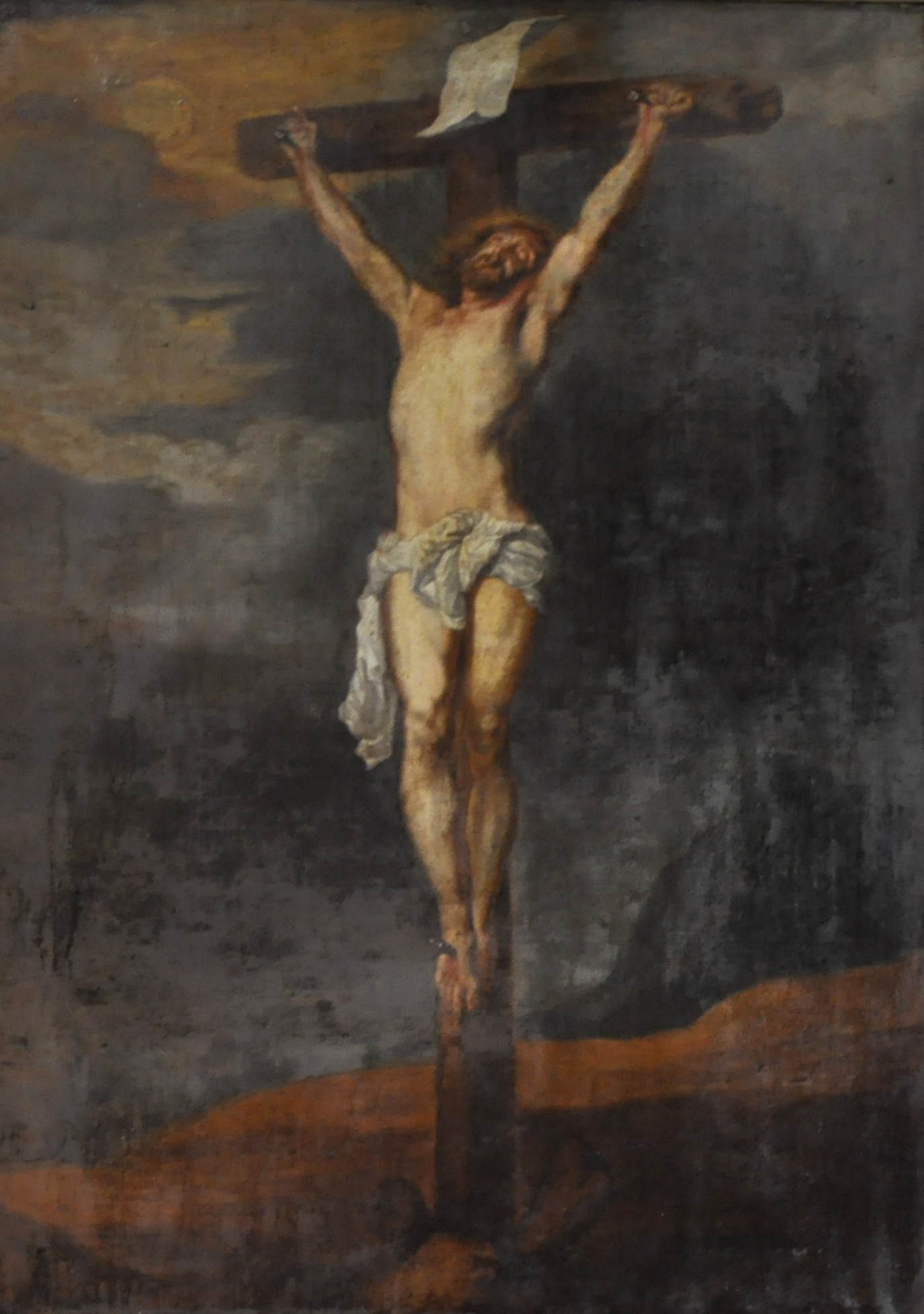
De kruisiging (1626) Antoon van Dyck, Onze-Lieve-Vrouwekerk, Brugge
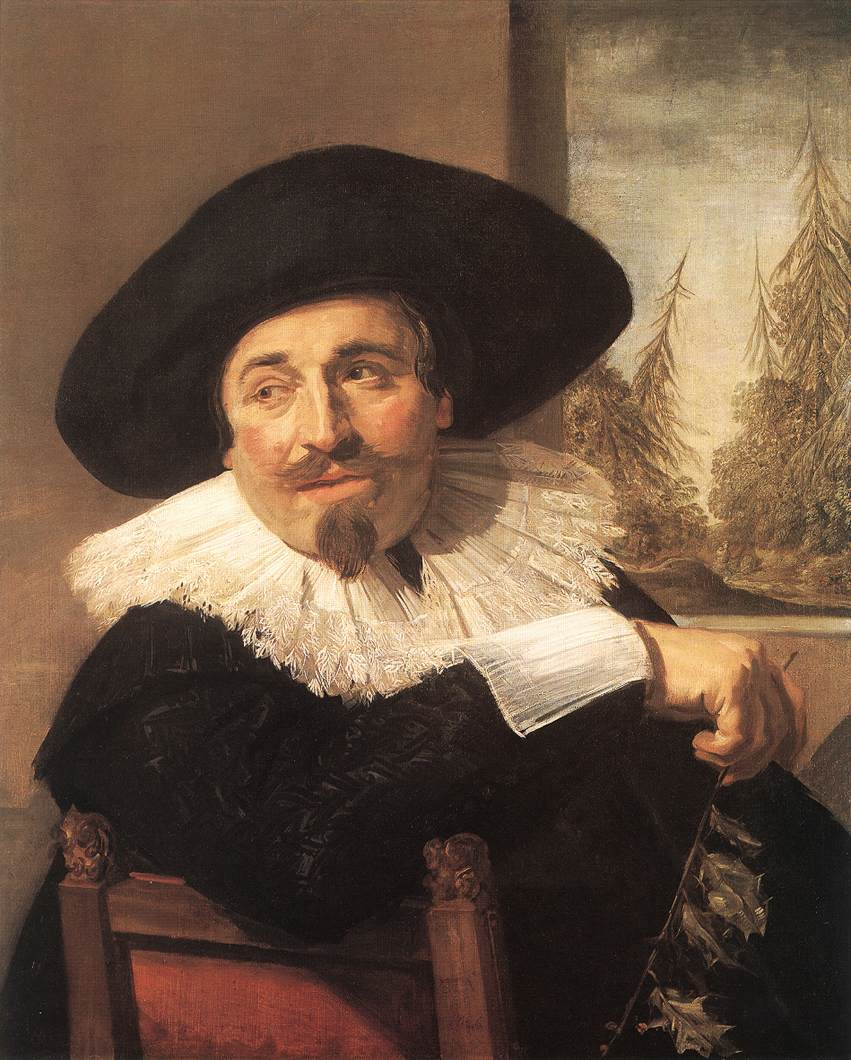
Portret van Isaak Abrahamsz Massa (1626) Frans Hals, Art Gallery of Ontario
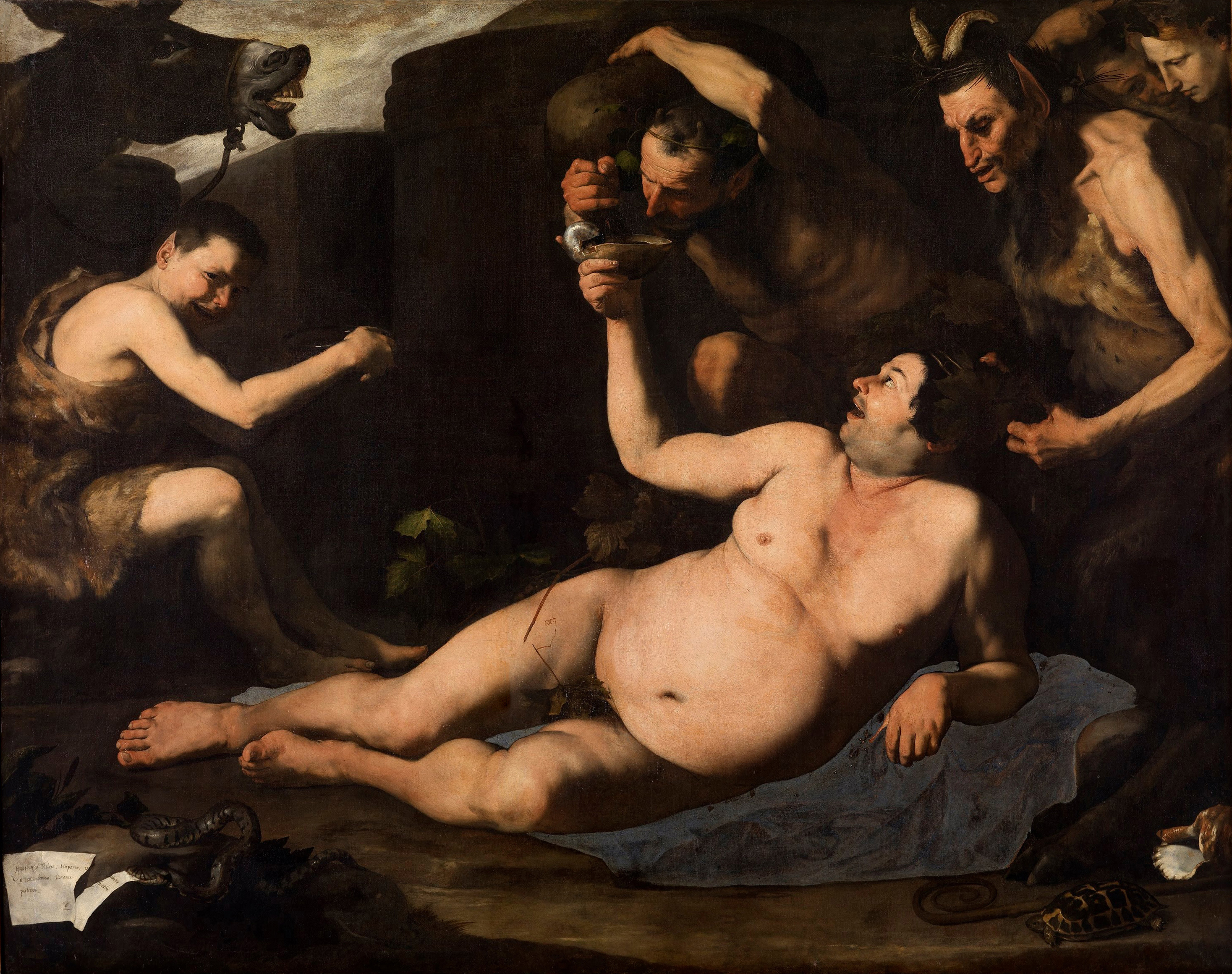
Dronken Silenus (1626) José de Ribera

## Bouwkunst

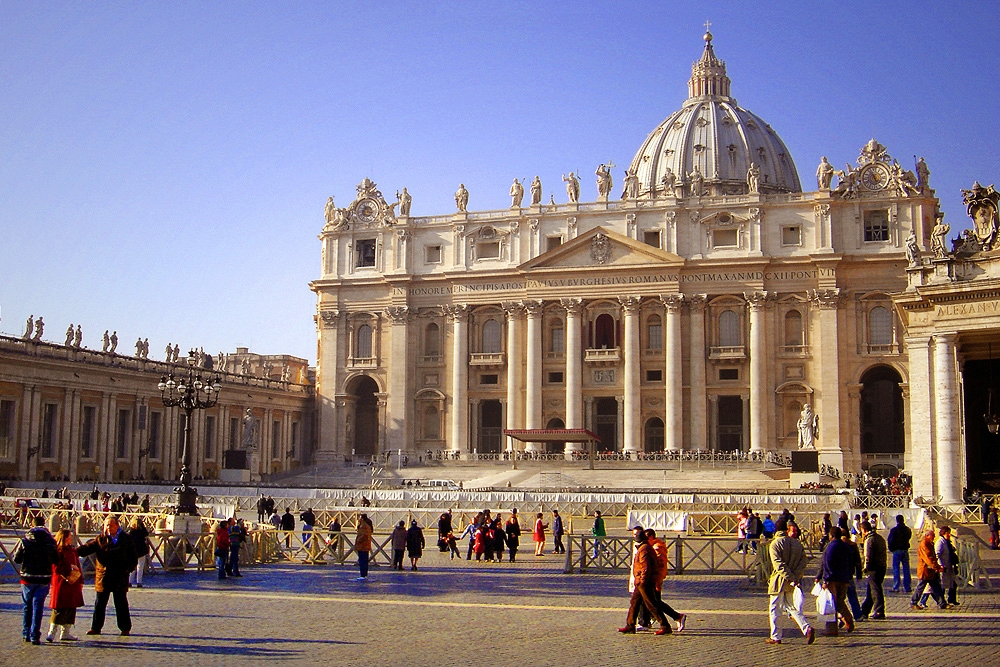
Sint-Pietersbasiliek, gebouwd 1506-1626
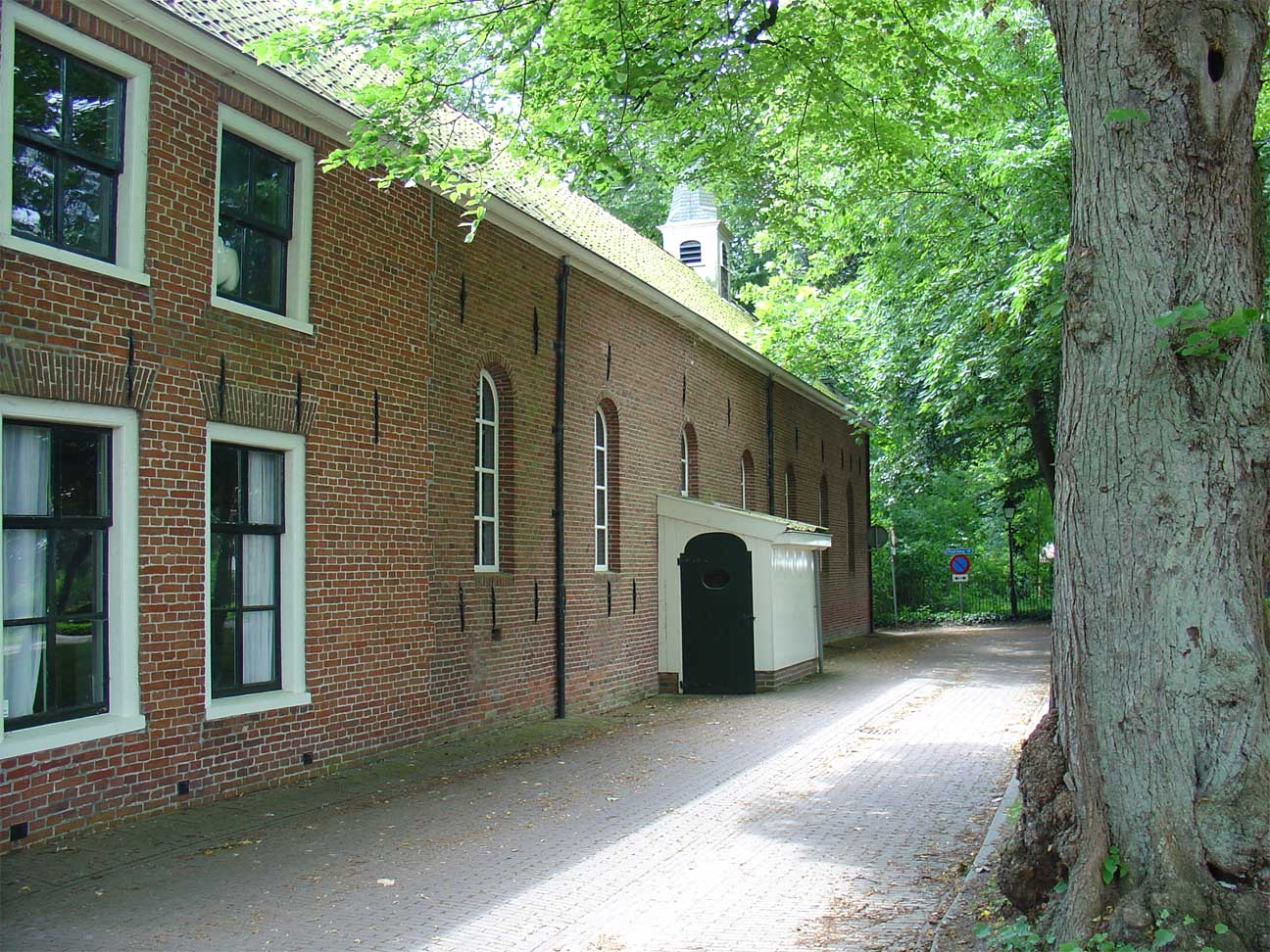
Garnizoenskerk van Oudeschans (1626)

## Geboren
oktober
- 4 - Richard Cromwell, 'Lord Protector' van Engeland, Schotland en Ierland 1658-1659 (overleden 1712)

december
- 18 - Christina van Zweden, koningin van Zweden van 1632 tot 1644 (overleden 1689)

datum onbekend
- Hendrickje Stoffels, werkgeefster en partner van Rembrandt van Rijn (overleden 1663)

## Overleden
januari
- 1 - Cornelis Hooft (78), Nederlands koopman en bestuurder, burgemeester van Amsterdam

februari
- 7 - Willem V van Beieren (78), zoon van hertog Albrecht V van Beieren en Anna van Oostenrijk
- 20 - John Dowland (63 ?), Engels zanger, luitist en componist

april
- 9 - Francis Bacon (65), Brits filosoof, wetenschapper en politicus

juni
- 7 - Anna van Sint-Bartholomeüs (76), karmelietes, kloosterstichter en zalige

september
- 26 - Wakizaka Yasuharu (72), Japans daimyo, een van de Zeven Speren van Shizugatake
- 30 - Keizer Nurhaci van China

oktober
- 30 - Willebrord Snel van Royen (46) (Snellius), Nederlands natuurkundige

december
- 8 - John Davies, Engels dichter

datum onbekend
- Isabella Brant (35), eerste vrouw van Rubens

- John Coprario (50 ?), Engels componist
- Johannes Bach (46 ?), stamvader van de familie Bach
- Albrecht van Nassau-Dillenburg, graaf van Nassau-Dillenburg,